# Салегабад (Саве)
Салегабад (перс. صالح اباد) — село в Ірані, у дегестані Каре-Чай, в Центральному бахші, шагрестані Саве остану Марказі. За даними перепису 2006 року, його населення становило 242 особи, що проживали у складі 56 сімей.

## Клімат
Середня річна температура становить 18,49°C, середня максимальна – 37,66°C, а середня мінімальна – -3,03°C. Середня річна кількість опадів – 260 мм.
| Клімат поселення                              | Клімат поселення | Клімат поселення | Клімат поселення | Клімат поселення | Клімат поселення | Клімат поселення | Клімат поселення | Клімат поселення | Клімат поселення | Клімат поселення | Клімат поселення | Клімат поселення | Клімат поселення |
| Показник                                      | Січ.             | Лют.             | Бер.             | Квіт.            | Трав.            | Черв.            | Лип.             | Серп.            | Вер.             | Жовт.            | Лист.            | Груд.            |                  |
| Середній максимум, °C                         | 13,66            | 15,91            | 19,84            | 26,46            | 31,77            | 36,86            | 37,66            | 36,65            | 32,49            | 25,87            | 19,23            | 13,38            |                  |
| Середня температура, °C                       | 5,32             | 7,58             | 11,50            | 18,12            | 23,44            | 28,53            | 31,35            | 30,35            | 26,17            | 19,57            | 12,91            | 7,07             |                  |
| Середній мінімум, °C                          | −3,03            | −0,78            | 3,16             | 9,77             | 15,09            | 20,18            | 25,03            | 24,04            | 19,88            | 13,24            | 6,62             | 0,76             |                  |
| Норма опадів, мм                              | 41               | 37               | 43               | 28               | 19               | 3                | 1                | 1                | 2                | 18               | 27               | 40               |                  |
| Середньомісячна швидкість вітру, м/с          | 1.58             | 2.28             | 3.06             | 3.28             | 3.46             | 3.25             | 3.18             | 3.00             | 2.58             | 2.50             | 2.08             | 1.65             |                  |
| Середньомісячна сонячна радіація, кДж/м²·день | 9309             | 12200            | 14609            | 18179            | 21938            | 25873            | 24911            | 23236            | 20086            | 14814            | 10975            | 8831             |                  |
| --------------------------------------------- | ---------------- | ---------------- | ---------------- | ---------------- | ---------------- | ---------------- | ---------------- | ---------------- | ---------------- | ---------------- | ---------------- | ---------------- | ---------------- |
| Джерело:                                      |                  |                  |                  |                  |                  |                  |                  |                  |                  |                  |                  |                  |                  |